# Chisar kapija
Chisar Kapija (bulharsky Хисар капия) je historická brána v městském opevnění původně z období antiky a v dnešní podobě ze středověku nacházející se v památkové rezervaci Starý Plovdiv na ulici Čankov Lavrenova přibližně 150 metrů východně od Východní brány antického města Filipopol v centru města Plovdiv v Plovdivská oblasti v jižním Bulharsku. Má status kulturní památky. Její název pochází z tureckého hisar (pevnost) a kapu (brána) a byl poslovanštěn/pobulharštěn).

## Charakteristika
Podle archeologických průzkumů se na místě současné brány nacházela stavba obdobného typu již v 2. století. Předpokládá se ale, že první městská brána ve stejné lokalitě stála již ve 3. století př. n. l. Ve své dnešní podobě brána Chisar kapija existuje od velké středověké přestavby plovdivského opevnění, která probíhala v průběhu 12. až 14. století. V těsné blízkosti brány a městského opevnění a s jejich využitím probíhala výstavba dalších objektů (zejména v 17. a 18. století se v blízkosti stavělo řady kupeckých domů) až do počátku 20. století a tak se v lokalitě utvořil jedinečný architektonickohistorický soubor památek. V těsné blízkosti brány se nachází například Kujumdžijevův dům, Georgiadiho dům a chrám svatého Konstantina a Heleny, pod jehož oltářem se nacházejí i zbytky pevnostní věže z 5. století. Brána patří k nejoblíbenějším a nejnavštěvovanějším plovdiským památkám.